# 弾丸ランナー
『弾丸ランナー』は、1996年製作の日本映画。SABU監督デビュー作。主演は堤真一。堤にとって初の主演作となる。

## 出演
- 武田一男：堤真一
- 安田新吉：田口トモロヲ
- 相沢健二：ダイアモンド☆ユカイ
- 麿赤児
- 大杉漣
- 菊池隆則
- 堀部圭亮
- 平久保雅史
- 白石ひとみ
- 滝沢涼子
- 清水宏
- 四方堂亘
- 渡辺哲
- SABU
- 柳ユーレイ

## スタッフ
- 製作 - 日活
- 配給 - 日活
- 製作者 - 中村雅哉
- 企画 - 明石知幸
- プロデューサー - 瀬田素
- 監督・脚本 - SABU
- 撮影 - 栗山修司
- 音楽 - 岡本大介
- 編集 - 田中慎二